# Kawasaki T-4
Kawasaki T-4 je japonský proudový cvičný letoun vyvinutý v osmdesátých letech 20. století společností Kawasaki Heavy Industries. Sekundárně může sloužit jako lehký bojový letoun. Jeho jediným uživatelem jsou Japonské vzdušné síly sebeobrany. Letouny používá japonská akrobatická skupina Blue Impulse.

## Vývoj

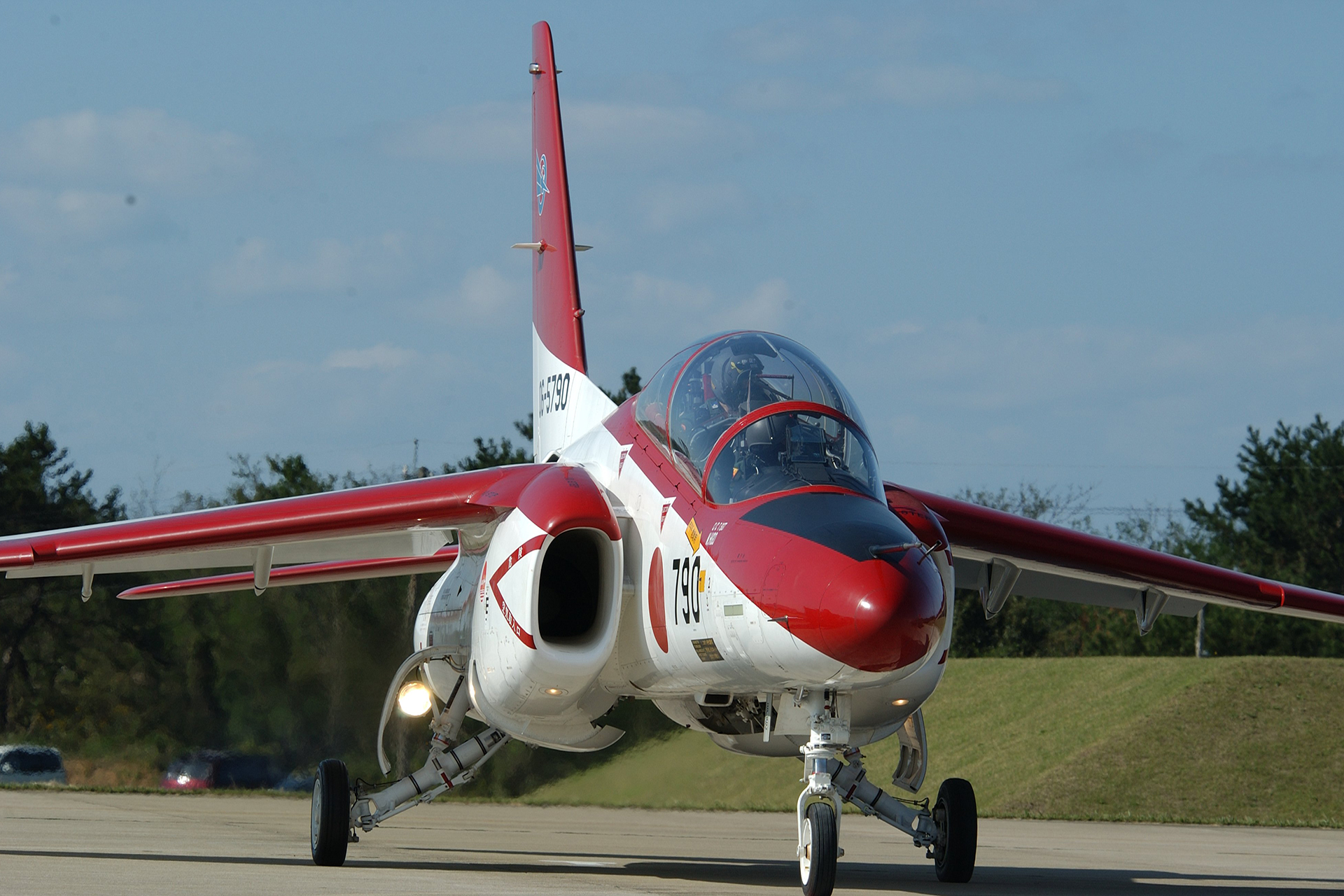
Kawasaki T-4

V roce 1981 byl zahájen vývoj proudového cvičného letounu, který by na konci 80. let nahradil japonským letectvem provozované stroje Lockheed T-33 Shooting Star a Fuji T-1. Zakázku na vývoj letounu získala společnost Kawasaki se svým projektem KA-851. Stavba čtveřice letových prototypů byla zahájena roku 1984. Podílely se na ní další japonští výrobci Fuji, Mitsubishi a Kawasaki. První let prvního prototypu proběhl 29. července 1985. Zbývající následovaly do roku 1986. Sériová výroba letounu byla spuštěna v červnu 1988. Do roku 2001 bylo dodáno přibližně 180 sériových T-4.

## Konstrukce

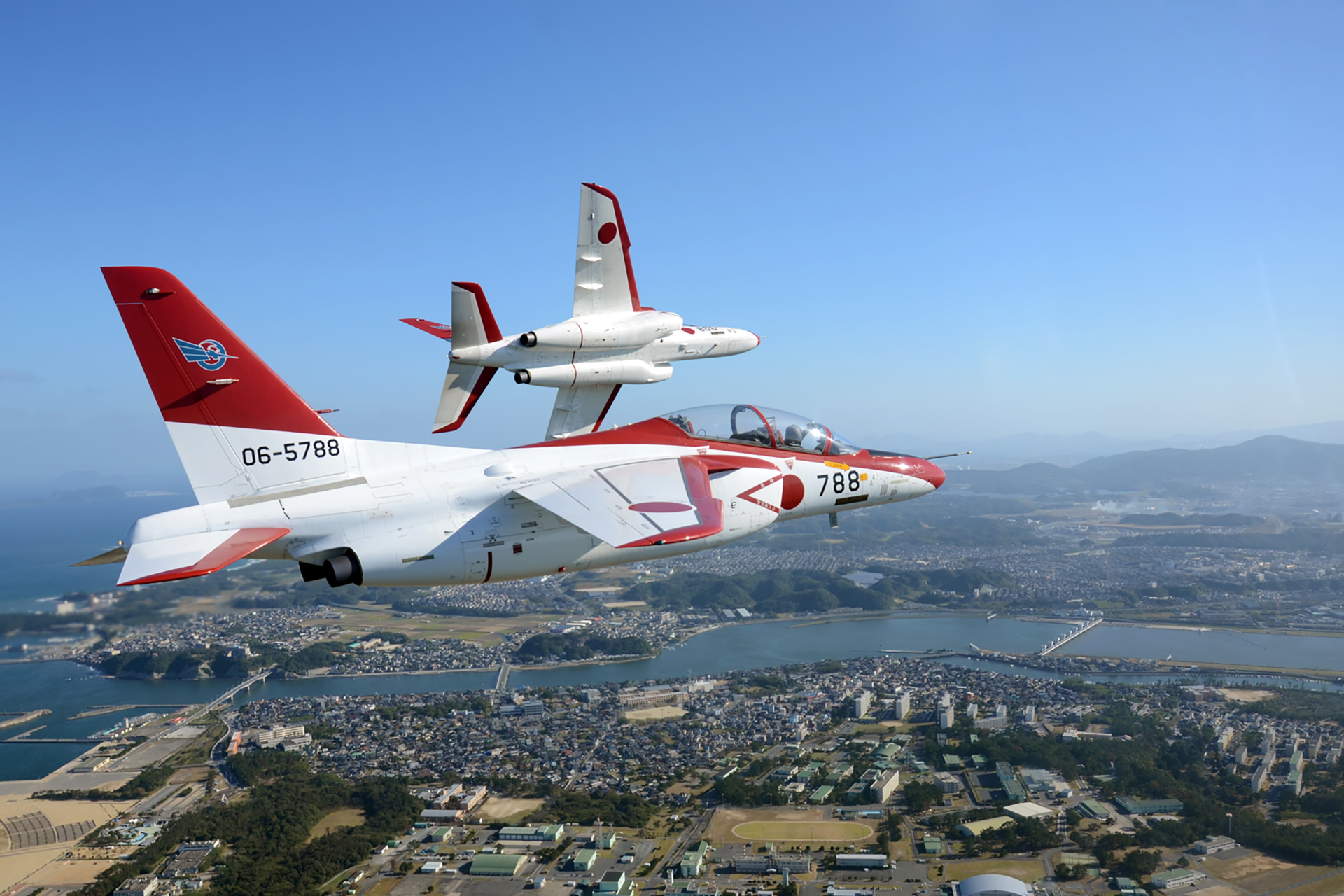
Kawasaki T-4

Jedná se o celokovový dvoumístný dvoumotorový proudový letoun s příďovým podvozkem. Dvojčlenná posádky (pilot, instruktor) sedí v přetlakové kabině s tandemovým uspořádáním. Letoun pohání dva proudové motory  Ishikawajima-Harima F3. Pod jeden podtrupový a dva podkřídelní závěsníky lze podvěsit výzbroj. Tu tvoří kanónové kontejnery, protilodní střely ASM-2, protiletadlové řízené střely AAM-4, 70mm neřízené střely, nebo pumy.

## Uživatelé
- Japonské vzdušné síly sebeobrany

## Specifikace (T-4)

### Technické údaje
- Posádka: 2
- Rozpětí: 9,94 m
- Délka: 13 m
- Výška: 4,6 m
- Hmotnost prázdného letounu: 3700 kg
- Maximální vzletová hmotnost: 7500 kg
- Pohonná jednotka: 2× dvouproudový motor F3-IHI-30
- Tahn pohonné jednotky: 16,32 kN

### Výkony
- Maximální rychlost: 956 km/h
- Dostup: 15 200 m
- Dolet: 1297 km

### Výzbroj
- 3 závěsníky pro až 907 kg výzbroje.[2]